# Georges Politzer
Georges Politzer (* 3. Mai 1903 in Nagyvarad, Österreich-Ungarn; † 23. Mai 1942 erschossen auf dem Mont Valérien in Suresnes) war ein französischer Philosoph und marxistischer Theoretiker von ungarisch-jüdischer Herkunft.

## Leben
Politzer war beteiligt an den ungarischen Unruhen im Jahr 1919. Nach dem Scheitern der kommunistischen Räterepublik unter Béla Kun ging Politzer im Alter von 17 Jahren ins Exil, als das Land unter die Herrschaft Miklós Horthys geriet.
Er ließ sich in 1921 in Paris nieder, nachdem er in Wien die Psychoanalytiker Sigmund Freud und Sándor Ferenczi getroffen hatte. Fünf Jahre später hatte er die akademischen Hürden bis zur Agrégation in Philosophie genommen. Er trat der Kommunistischen Partei Frankreichs zwischen den Jahren 1929 und 1931 bei.
Zu Beginn der 1930er Jahre gründete die Kommunistische Partei Frankreichs die Arbeiteruniversität von Paris (l’Université Ouvrière de Paris). Während seiner Beschäftigung an dieser Universität war Politzer als Verantwortlicher beauftragt mit einem Kurs über Dialektischen Materialismus.
Politzer war Anhänger von Marx und Lenin, aber auch stark an Psychologie interessiert, wobei er mehr die konkreten Aspekte dieses Feldes hervorhob und die traditionelle Psychologie eher als abstrakt bewertete. Er hatte auch ein lebhaftes Interesse an der entstehenden psychoanalytischen Theorie Freuds und deren Anwendungen, bevor er sich schließlich von dieser distanzierte. Zur selben Zeit war er als Professor der Philosophie am Lycée Saint-Maur beschäftigt.
Während des deutschen Frankreichfeldzugs 1940 wurde er mobilisiert. Er blieb zugleich auf Seiten des Geheimkommandos der Kommunistischen Partei Frankreichs. Nach seiner Demobilisierung im Juli 1940 betreute er die Herausgabe eines geheimen Mitteilungsblattes.
Nachdem sein Genosse und Freund Paul Langevin, ein Physiker von Weltruhm, im Oktober 1940 festgenommen worden war, publizierte Politzer mit Jacques Decour und Jacques Solomon die erste Ausgabe von L'Université Libre („Freie Universität“), die 1940 und 1941 erschien und unter anderem von der Inhaftierung Gelehrter und der Unterdrückung durch den Faschismus berichtete. Er arbeitete auch mit den Philosophen Valentin Feldman, Charles Hainchelin und René Blech für La Pensée libre („Der freie Gedanke“).
Im Februar 1942 wurde Politzer zusammen mit seiner Frau Mai (ebenfalls eine Kommunistin und Widerständlerin) verhaftet. Er wurde am 20. März 1942 an die Nazi-Besatzer übergeben und gefoltert. Am 23. Mai 1942 wurde er durch ein Erschießungskommando hingerichtet, kurz nachdem er geheim ein französisches akademisches Journal publiziert hatte. Seine Frau wurde in das KZ Auschwitz deportiert, wo sie im März 1943 starb.

## Veröffentlichungen
- Kritik der Grundlagen der Psychologie (Critique des fondements de la psychologie), 1928, Deutsch Kritik der Grundlagen der Psychologie. Psychologie und Psychoanalyse, Suhrkamp, Frankfurt 1978
- Bergsonismus, ein philosophischer Scherz (Le Bergsonisme, une mystification philosophique), Éditions Sociales
- Blut und Gold (Sang et Or) oder Gold besiegt durch Blut (L'or vaincu par le sang), November 1940[1]
- Revolution und Gegenrevolution im 20. Jahrhundert (Révolution et contre-révolution au XXe siècle), Éditions Sociales, März 1941
- Elementare Prinzipien der Philosophie (Principes élémentaires de philosophie), Mitschriften eines Kurses gelesen an l’Université Ouvrière, 1935–1936
- Schriftliche Werke 1 Philosophie und Mythen (Écrits 1 La philosophie et les mythes), Éditions Sociales, 1973
- Schriftliche Werke 2 Die Grundlagen der Psychologie (Écrits 2 Les fondements de la psychologie), Éditions Sociales
- Kritik der klassischen Psychologie, EVA, Frankfurt 1974